# Lamborghini Estoque
La Lamborghini Estoque è una concept car realizzata dalla casa automobilistica italiana Lamborghini nel 2008.
Si tratta di una berlina a quattro porte presentata al salone dell'automobile di Parigi nell'ottobre 2008.

## Nome
Il suo nome deriva dalle corride, come altri modelli della casa del toro; infatti la nomenclatura Estoque deriva da un tipo di spada tradizionalmente utilizzata dai matador per uccidere il toro alla fine della corrida.

## Tecnica
È lunga 5,15 metri, alta 1,35 metri ed è dotata di un motore V10 da 560 CV.